# 徐达本
徐达本（1913年12月11日—2013年10月17日），曾用名徐懋赛，河北省唐山市人，中华人民共和国政治人物、工程师。

## 生平

### 民国时期
1913年12月出生，后考入北洋大学。1935年参加一二九运动，1936年9月，加入中国共产党。1937年10月后，历任晋察冀边区五专区井陉县县长、平山县县长、五专署专员、冀中行署副主任、冀鲁豫边区行署副主任、代理主任；1945年后，历任冀鲁豫边区党委委员、晋冀鲁豫边区政府工矿处处长兼党委书记。
1946年3月，峰峰利民煤矿股份有限公司股东大会在邯郸召开，宣布峰峰利民煤矿公司转为公私合营的峰峰利民煤矿股份有限公司。大会选举徐达本等五人为董事，徐达本为董事长。此间至1948年春，徐达本还兼任晋冀鲁豫边区政府工业厅厅长。1948年8月，任华北人民政府公营企业部副部长，开滦煤矿总军事代表。

### 共和国时期
1950年3月至1952年7月，任开滦党委书记；1952年5月，任开滦总管理处主任，唐山市委副书记；1953年2月后，担任中央燃料工业部副部长，煤炭工业部副部长，党组副书记；1964年10月，任中华人民共和国农业机械部副部长。1973年9月至1975年6月和1976年6月至12月，先后两次被派到郑州铁路局任党委书记兼革委会主任。之后，徐达本调回中央组织部待分配，1984年5月离休。
2013年10月17日，徐达本在北京逝世，享年100岁。